# The Double Born
The Double Born è un film del 2007 diretto, montato e sceneggiato da Tony Randel.